# 數碼港公共運輸交匯處
數碼港公共運輸交匯處位於香港南區鋼綫灣資訊道數碼港第1期內，周邊被數碼港1-3座及數碼港艾美酒店包圍，為一個室內坑狀公共運輸交匯處，現時有7條巴士路線及4條專綫小巴路線以此為總站。
座落公共運輸交匯處以東的數碼港道設有樓梯來往下碧瑤灣，方便該帶居民乘搭以此站為總站的路線。

## 總站路線資料（巴士）

### 城巴30R線
- 香港大球場 → 數碼港

### 城巴30X線
- 數碼港 ↔ 金鐘（東）
- 中環（交易廣場） → 數碼港

於2008年3月17日投入服務，取代原有的新巴M49及M49P線，途經貝沙灣、薄扶林、瑪麗醫院、山道天橋、林士街天橋及中環。

### 城巴33X線
- 數碼港 → 西灣河（太康街）（去程班次）
西灣河（嘉亨灣） → 數碼港（回程班次）

於2019年4月15日投入服務，途經華富邨、置富花園、瑪麗醫院、香港大學、中環灣仔繞道、北角、鰂魚涌及太古城，只於星期一至五繁忙時間提供服務。

### 城巴42C線
- 北角碼頭 ↔ 數碼港

於2011年3月21日投入服務，途經貝沙灣、華富邨、香港仔、黃竹坑、香港仔隧道、灣仔、銅鑼灣、天后及炮台山，只於平日繁忙時間提供服務，為城巴42線的特別班次。

### 城巴49X線
- 小西灣（藍灣半島） → 數碼港

### 城巴73線
- 數碼港 ↔ 赤柱市場

於1975年9月1日投入服務，2002年4月3日大部份班次延長至由此開出，途經貝沙灣、華富邨、香港仔、黃竹坑、深水灣及淺水灣。

### 城巴73P線
- 深灣 →

於2002年4月22日投入服務，2018年9月10日延長至由深灣開出，途經黃竹坑、香港仔、華富邨及貝沙灣，只於上課日上午繁忙時間提供服務。

### 過海隧道巴士107P線
- 海逸豪園 ↔ 數碼港

於2002年10月7日投入服務，由九巴及城巴聯合營運，途經貝沙灣、田灣、香港仔、黃竹坑、香港仔隧道、銅鑼灣、海底隧道及紅磡，只於平日繁忙時間提供服務，為過海隧道巴士107線的特別班次。

### 過海隧道巴士970線
- 數碼港 ↔ 蘇屋

於1997年5月1日投入服務，2004年7月19日經服務重組後縮短至由此開出，由城巴營運，途經貝沙灣、華富邨、薄扶林、瑪麗醫院、香港大學、西營盤、西區海底隧道、佐敦、油麻地、旺角及深水埗。

### 過海隧道巴士971R線
- 數碼港 ↺ 旺角（弼街）

於2009年3月29日投入服務，由城巴營運，途經貝沙灣、香港華人基督教聯會薄扶林道墳場、大口環、堅尼地城、干諾道西天橋、西區海底隧道、佐敦及油麻地，只於清明節及重陽節期間提供服務，為過海隧道巴士971線的特別班次。

## 總站路線資料（專線小巴）

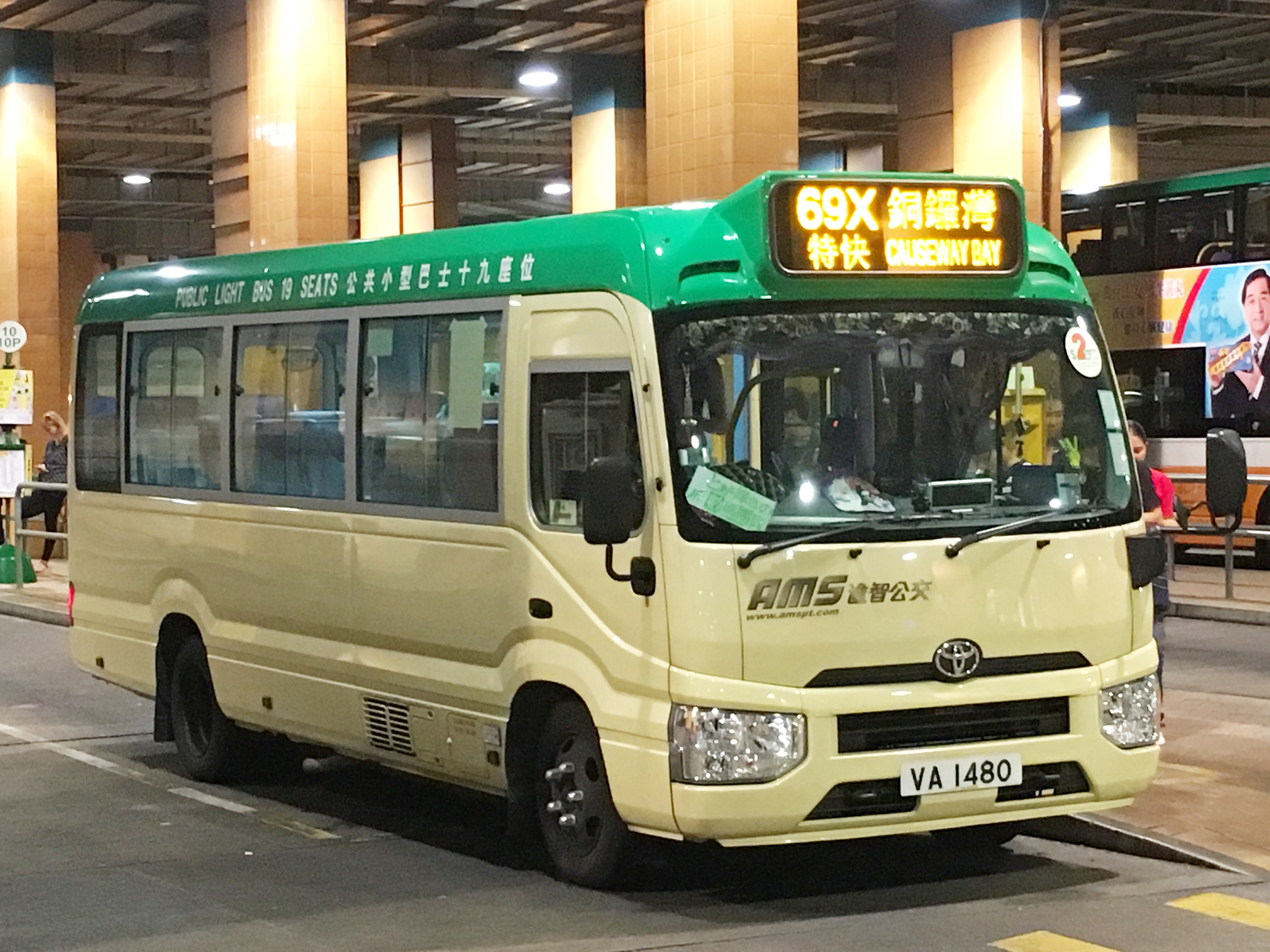
香港島專線小巴69X線

### 香港島專線小巴10線
- 銅鑼灣（謝斐道） ↔ 數碼港

於1978年投入服務，2010年8月1日經服務重組後延長至由此開出，途經大口環、薄扶林、半山區、金鐘及灣仔。

### 香港島專線小巴10P線
- 銅鑼灣（謝斐道） ↔ 數碼港

### 香港島專線小巴10S線
- 銅鑼灣（謝斐道） ↔ 數碼港

### 香港島專線小巴69線
- 數碼港 ↔ 鰂魚涌（船塢里）

於2003年1月29日投入服務，途經貝沙灣、香港仔、黃竹坑、香港仔隧道、堅拿道天橋及北角，只於星期一至五繁忙時間提供服務。

### 香港島專線小巴69A線
- 數碼港 ↔ 黃竹坑站

於2004年6月投入服務，途經貝沙灣、華富邨及田灣。

### 香港島專線小巴69X線
- 數碼港 ↔ 銅鑼灣（駱克道）

於2005年1月7日投入服務，途經貝沙灣、華富邨、田灣、香港仔、黃竹坑及灣仔。

## 車坑分佈
| 車坑分佈（以入口最左邊起計） | 車坑分佈（以入口最左邊起計） | 車坑分佈（以入口最左邊起計）         |
| 車坑編號                     | 車坑數目                     | 路線                                 |
| ---------------------------- | ---------------------------- | ------------------------------------ |
| 1                            | 雙坑                         | 過海隧道巴士107P、970、971R線        |
| 2                            | 單坑                         | 城巴30X、33X、42C線                  |
| 3                            | 單坑                         | 城巴73線                             |
| 4                            | 單坑                         | 專綫小巴10、10P、10S、69、69A、69X線 |
| 5                            | 單坑                         | 的士站                               |

## 外部連結
- 數碼港公共運輸交匯處 （页面存档备份，存于），城巴
- 九巴 （页面存档备份，存于）